# زولفی سید
زولفی سید (انگلیسی: Zulfi Syed؛ زادهٔ ۲۶ اوت ۱۹۷۶) یک هنرپیشه اهل هند است.
از فیلم‌هایی که وی در آن نقش داشته‌است می‌توان به تاج محل: داستان یک عشق ابدی اشاره کرد.